# Emily Batty
Emily Batty (Oshawa, 16 de junio de 1988) es una deportista canadiense que compite en ciclismo de montaña en la disciplina de campo a través. Ganó dos medallas de bronce en el Campeonato Mundial de Ciclismo de Montaña, en los años 2016 y 2018.

## Carrera deportiva
Comenzó a competir en 1999, y dos años más tarde disputó la Canada Cup Series. Compitió para el equipo ciclista Trek World Racing en la temporada 2010–2011, y desde la temporada 2011–2012 lo hace bajo el Subaru-Trek.
Ganó la medalla de oro en los Juegos Panamericanos de 2015 y la medalla de plata en los Juegos de la Mancomunidad de 2014, ambas en la prueba de campo a través.

## Palmarés internacional
| Campeonato Mundial | Campeonato Mundial           | Campeonato Mundial | Campeonato Mundial |
| Año                | Lugar                        | Medalla            | Competición        |
| ------------------ | ---------------------------- | ------------------ | ------------------ |
| 2016               | Nové Město (República Checa) | Medalla de bronce  | Campo a través     |
| 2018               | Lenzerheide (Suiza)          | Medalla de bronce  | Campo a través     |